# Procés Xammar
Es coneix com a Procés Xammar o Cas Xammar l'encausament judicial de l'advocat Josep Maria Xammar per part de l'Audiència de Barcelona i que culminà el dia 10 de setembre del 1934 amb la detenció del fiscal Sancho per part de la policia dels Serveis d'Ordre Públic de la Generalitat de Catalunya.

## Història
A començament de juliol de 1934, Josep Aymà i Sellarés i Camil Bofill i Torrents foren detinguts acusats de «excitación a la rebelión» i «injurias a las autoridades» des de les pàgines del diari La Nació Catalana, òrgan de premsa del Partit Nacionalista Català (PNC), del qual n'havien estat directors. Els aldarulls provocats durant els seus judicis per la prohibició als acusats de declarar en català portaren també al processament de llur advocat, Josep Maria Xammar, dirigent també del PNC.
Enmig d'una gran expectació mediàtica, el dia del judici, el 10 de setembre, fou el mateix Miquel Badia qui, com a cap superior de Serveis d'Ordre Públic, custodià el detingut fins al Palau de Justícia. Mentre a fora de la sala les forces d'ordre públic dispersaven el públic concentrat, a dins Xammar recusava el tribunal per negar-li l'ús del català. El jutge, Jovino Fernández, li imposà una multa de 250 pessetes que, davant el gest despectiu del dirigent del PNC, augmentà a 1.000, cosa que provocà crits de «Visca Catalunya!» entre el públic i l'intercanvi d'insults amb els magistrats, d'entre els quals destacà el fiscal Sancho, que rebé una bufetada després de fer-se notar pel to anticatalà de les seves expressions. La policia, finalment, desallotjà el recinte i, per ordre del seu cap, Miquel Badia, detingué el fiscal Sancho com a responsable de l'alteració de l'ordre.

## Conseqüència dels incidents
Com a primera conseqüència dels fets, el dia 12 de setembre, el Comissari d'Ordre Públic de la Generalitat, Miquel Badia, dimití del seu càrrec, malgrat haver rebut nombroses mostres de solidaritat del seu partit. Posteriorment, mitjançant l'advocat Marramón, Badia presentà recurs contra l'auto de processament.